# Richard Lydekker

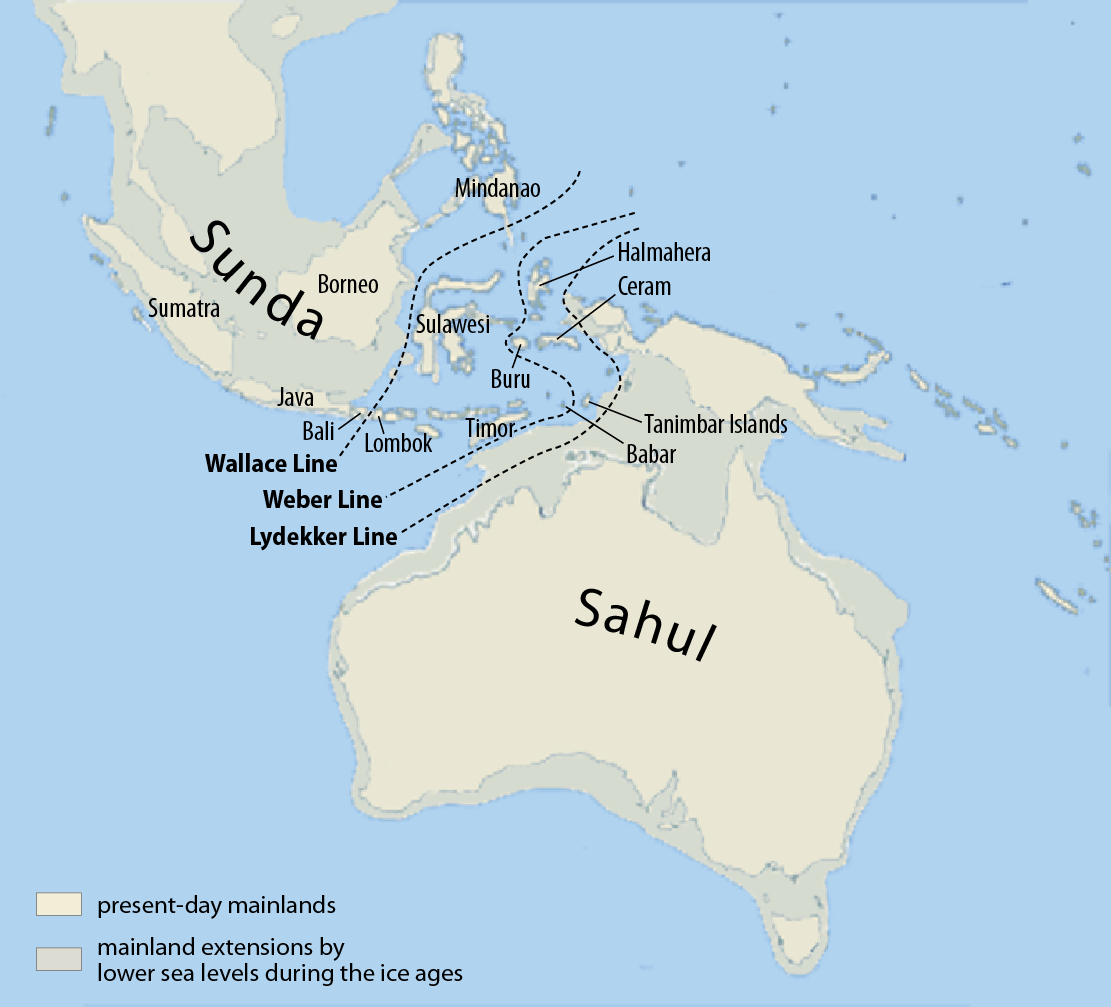
Biogeografické rozdělení podle Lydekkera

Richard Lydekker (25. července 1849 Londýn – 16. dubna 1915) byl britský přírodovědec, geolog a zoogeograf. Je autorem řady knih s tématem přírodní historie.

## Život
Lydekker se narodil v Londýně. V roce 1872 dokončil s vyznamenáním studium přírodní historie na Trinity College v Cambridge. V roce 1874 se účastnil expedice do Indie a zkoumal zde podrobně fosilní obratlovce (především v oblasti Kašmíru). Později nechal katalogizovat paleontologické sbírky v britském přírodovědeckém muzeu a popsal například i několik druhů dinosaurů.
Byl však činný také v oblasti biogeografie a je například znám jako objevitel biogeografické hranice v Indonésii (oddělující západní Wallaceu od východně ležící Austrálie a okolí). Z mnoha Lydekkerových knih lze jmenovat A Manual of Palaeontology (s Henrym A. Nicholsonem, 1889) and The Wild Animals of India, Burma, Malaya, and Tibet.